# Дън Сяопин
Дън Сяопин (на традиционен китайски: 鄧小平, на опростен китайски: 邓小平, на пинин: Dèng Xiăopíng) е китайски политик, дългогодишен лидер на Китайската народна република от края на 70-те до началото на 90-те години на 20 век.

## Биография
Един от най-забележителните китайски държавници, Дън е определян като основната движеща сила за установяването на „китайския път“ към социализма, при който Китайската комунистическа партия запазва политическия си монопол, но дава широки възможности за частна инициатива в бизнеса. Това дава основание на много учени да определят китайския политико-икономически модел като „конфуциански“, а не социалистически, най-добре илюстриран с неговата реплика за „бялата и черната котка“.
След началото на Културната революция Дън Сяопин изгубва всичките си ръководни длъжности. През март 1973 г. Дън Сяопин е възстановен на длъжност зам.-министър-председател. През април 1974 г. от името на китайското правителство Дън Сяопин присъства на 6-о специално заседание на ООН и разяснява теорията на Мао Дзъдун за трите свята.
Тъй като премиерът Джоу Енлай е болен, с подкрепата на Мао Дзъдун, Дън Сяопин започва да ръководи ежедневната работа на Партията, държавата и армията и получава сърдечната подкрепа на целия китайски народ.
През октомври 1976 г. приключва културната революция. През юли 1977 г. на третия пленум на 10-ия конгрес на ККП са възстановени всички ръководни постове на Дън Сяопин в Партията, правителството и армията. Той успява да прокара осовната линия на икономическото изграждане на КНР да е сред целите на Партията.
Третият пленум на 11-конгрес на ККП разкрива нов период за китайските реформи и отваряне на вратите към света и модернизацията на страната. На настоящия пленум Дън Сяопин изиграва решаваща роля за историческия прелом на политиката на ККП. След пленума се оформя второто поколение политици на ККП, начело с Дън Сяопин.
Дън Сяопин създава и развива теорията за изграждане на социализма с китайска специфика. Тази теория научно изяснява същността на социализма, за първи път систематизирано отговаря на въпроса как да се изгради, укрепва и развива социализма в страна като Китай с изостанала икономика и култура. Според Дън Сяопин Китай още се намира в първоначалния период на социализма. Всичките програми и планове за развитие трябва да се изработят съобразно този факт. На 13-конгрес на ККП на базата на теорията на Дън Сяопин се изработва основната линия на ККП, т.е. поставя се икономическото изграждане като център на работата; определят се четирите основни принципа и политиката за реформи и отваряне вратите към света. Той посочи, че коренната задача на социализма е развитието на производителните сили. А науката и техниката са първата производителна сила; образованието е най-важното дело на един народ.
Дън Сяопин смята, че мирът и развитието са два главни проблема на сегашния свят. За разрешаване на въпроса на Хонконг, Макао и Тайван, за осъществяването на мирното обединение на държавата, той инициативно предложи концепцията „един Китай с два строя“. Благодарение на концепцията му стана възможно връщането на Хонконг и Макао на Китай, съответно през 1997 г. и 1999 г.
Под ръководството на Дън Сяопин, Китай въвежда независима самостоятелна външна политика и поставя петте принципа за мирното съвместно съществуване за основа на нов ред в международната политика и икономика. Китай установява дипломатически отношения със САЩ, сключва договор за мир и приятелство с Япония, и възстановява връзките си с бившия Съветски съюз и КПСС. Подновяват се отношенията със съседите и с развиващите се страни. Дън полага неуморни усилия за създаване на благоприятна международна среда за китайската модернизация.
През ноември 1989 г. на петия пленум на 13-ия конгрес на ККП Дън Сяопин подава оставка и не поема никакви служебни постове. След пенсионирането си, той продължава да се грижи за делото на Партията и на държавата. През 1992 г. Дън Сяопин прави инспекция в южнокитайските градове Учан, Шънджън, Джухай и Шанхай и произнася историческа реч, в която направи преглед на основния опит след въвеждането на политиката на реформи и отварянето на вратите към света в Китай. Той теоретично отговаря на няколко важни проблеми, възникнали в процеса на реформите, отварянето на вратите на страната към света и китайската модернизация. След речта на Дън Сяопин в Южен Китай и провеждането на 14-ия конгрес на ККП, китайските реформи, отваряне на вратите към света и модернизацията на страната встъпват в нов период.
Първата му жена Джан Си-юен, умира при раждане заедно с бебето. Втората – Дзин Уей-ин, го предава, когато той попада под политическа атака през 1933 г., а от третата – Джуо Лин, има пет деца.